# Merkury (mitologia)
Merkury (łac. Mercurius) – rzymski bóg handlu, zysku i kupiectwa; także złodziei i celników, posłaniec bogów. Jego imię pochodzi prawdopodobnie od łacińskiego merx, lub też mercator, co oznacza „kupiec”. Za jego odpowiednika w mitologii greckiej można uznać Hermesa, zaś w panteonie etruskim – Turmsa.
Świątynia Merkurego w Circus Maximus, pomiędzy wzgórzami Awentyn i Palatyn została wzniesiona w 495 roku p.n.e. Miejsce nadawało się dobrze jako miejsce kultu boga handlu i szybkości, jako że znajdował się tam jeden z głównych ośrodków handlu, a także tory wyścigowe. Usytuowanie świątyni pomiędzy plebejuszowską twierdzą na Awentynie a patrycjuszowskim centrum na Palatynie, podkreślało również rolę mediatora przypisywaną często Merkuremu.
15 maja obchodzono Merkuralia; kupcy skrapiali sobie głowy wodą ze świętego źródła Merkurego położonego w pobliżu Porta Capena.
Z regulacji prawnych Talmudu wynika, że rzucanie kamieniami w Merkurego (lub jego reprezentację) traktowano jako jego wyznawanie. Ten, kto tak postępował podlegał sankcjom karnym.
Merkury stał się bardzo popularny wśród narodów podbitych przez Imperium Rzymskie. W rzymskim synkretyzmie był przyrównywany do celtyckiego boga Lugusa i germańskiego bóstwa Wotana.
W sztuce klasycznej łatwo rozpoznawalny dzięki charakterystycznej czapce petasos (często z dołączonymi małymi skrzydełkami) oraz lasce (kaduceusz).
Według mitologii Merkury uważany był za wynalazcę instrumentów strunowych i w konsekwencji za jednego z twórców muzyki. Po tym, jak Nil zalał Egipt, a potem cofnął się, Merkury znalazł wśród zatopionych zwierząt skorupę żółwia z wyschniętymi żyłami i tak właśnie powstać miała lira.